# Mr. Bevis
"Mr. Bevis" és el trenta-tresè episodi de la sèrie de televisió d'antologia La Dimensió Desconeguda, Es va emetre originalment el 3 de juny de 1960 a CBS. Aquest episodi és un dels quatre que inclou la seqüència d'obertura "ull parpellejant", i el primer que inclou la narració inicial que s'utilitzaria (amb canvis menors) per a cada episodi de la temporada 2 i 3. L'episodi va ser un infructuós episodi pilot.

## Narració d'obertura
| « | En el llenguatge del segle xx, això és una cosa estranya. Es diu James B. W. Bevis i els seus gustos s'inclinen pels animals de peluix, la música de cítara, el futbol professional, Charles Dickens, els caps d'ant, els carnavals, els gossos, els nens i les noies. El Sr. Bevis és propens a accidents, una mica vague, una mica desconcert [sic], amb una vida que posseeix tota la seguretat d'un joc de cartes flotant. Però això es pot dir del nostre senyor Bevis: sense ell, sense la seva calidesa, sense la seva bondat, el món seria un lloc considerablement més pobre, encara que potser una mica més saludable. | » |

La narració continua quan Bevis s'acosta al seu cotxe.
| « | En cas que no fos obvi a hores d'ara, James B. W. Bevis és un element fix en el seu petit món privat, optimista i esperançador, un món que fa temps que ha deixat de sorprendre's. James B. W. Bevis, a qui la Dama Fortuna aviat li donarà l'esquena, però no abans de donar-li una pasta a la boca. Senyor James B. W. Bevis, a només una quadra de la Dimensió Desconeguda. | » |

## Argument
El Sr. Bevis perd la feina, rep bitllets per al seu cotxe (que sense voler enganxa els para-xocs amb un altre vehicle i, un cop s'allunya, bolca) i és desallotjat del seu apartament, tot en un dia. Aleshores, Bevis es troba i rep l'ajuda del seu àngel de la guarda, un tal J. Hardy Hempstead. Bevis torna a començar el dia, però hi ha un problema: per continuar en la seva nova vida, Bevis ha de fer alguns canvis, com ara no portar roba estranya, ni música de cítara forta, en efecte, ja no és el torracollons del barri.
Accepta, i el primer que nota és que el seu transport personal és ara un cotxe esportiu Austin-Healey en comptes del seu anterior xalop, un Rickenbacker. Més tard descobreix que té èxit a la feina i paga el lloguer. A mesura que passa el dia, s'adona que totes les seves excentricitats, i l'afecte dels seus conciutadans, eren les coses que el feien feliç. Bevis demana que les coses tornin a ser com eren. Hempstead adverteix inicialment a Bevis que ja no tindrà feina, cotxe o apartament. Tanmateux, potser emocionat per la calidesa que la gent té per Bevis i per la genuïna bondat de l'home, l'àngel fa que recuperi el seu vell xalop.
Més tard, es mostra al Sr. Bevis acabant el seu cinquè got de whisky i paga la seva fitxa total de 5,00 dòlars amb una factura. Aleshores surt del bar i troba que el seu Rickenbacker està aparcat davant d'una boca d'incendis. Quan Bevis està a punt de rebre una multa per aquesta infracció, la boca d'aigua desapareix de sobte i reapareix al costat de la motocicleta de l'oficial. "J. Hardy Hempstead" segueix vetllant per Bevis.

## Narració de cloenda
| « | Sr. James B. W. Bevis, que creu en una màgia pròpia. La màgia del somriure d'un nen, la màgia d'agradar i que li agrada, l'estrany i meravellós misticisme que és el simple acte de viure. El senyor James B. W. Bevis, espècie de mascle del segle xx, que té la seva pròpia i especial Dimensió Desconeguda. | » |

## Repartiment
- Orson Bean com a James B. W. Bevis
- Henry Jones com a J. Hardy Hempstead
- Charles Lane com el Sr. Peckinpaugh
- Florence MacMichael com a Margaret
- William Schallert com a policia
- Dorothea Neumann com a Land Lady
- Vito Scotti com a Tony, el venedor de fruites
- Horace McMahon com a cambrer
- House Peters Jr. com a policia escrivint el bitllet
- Coleen O'Sullivan com a Michelle
- Timmy Cletro com el noi